# Orontius van Lecce

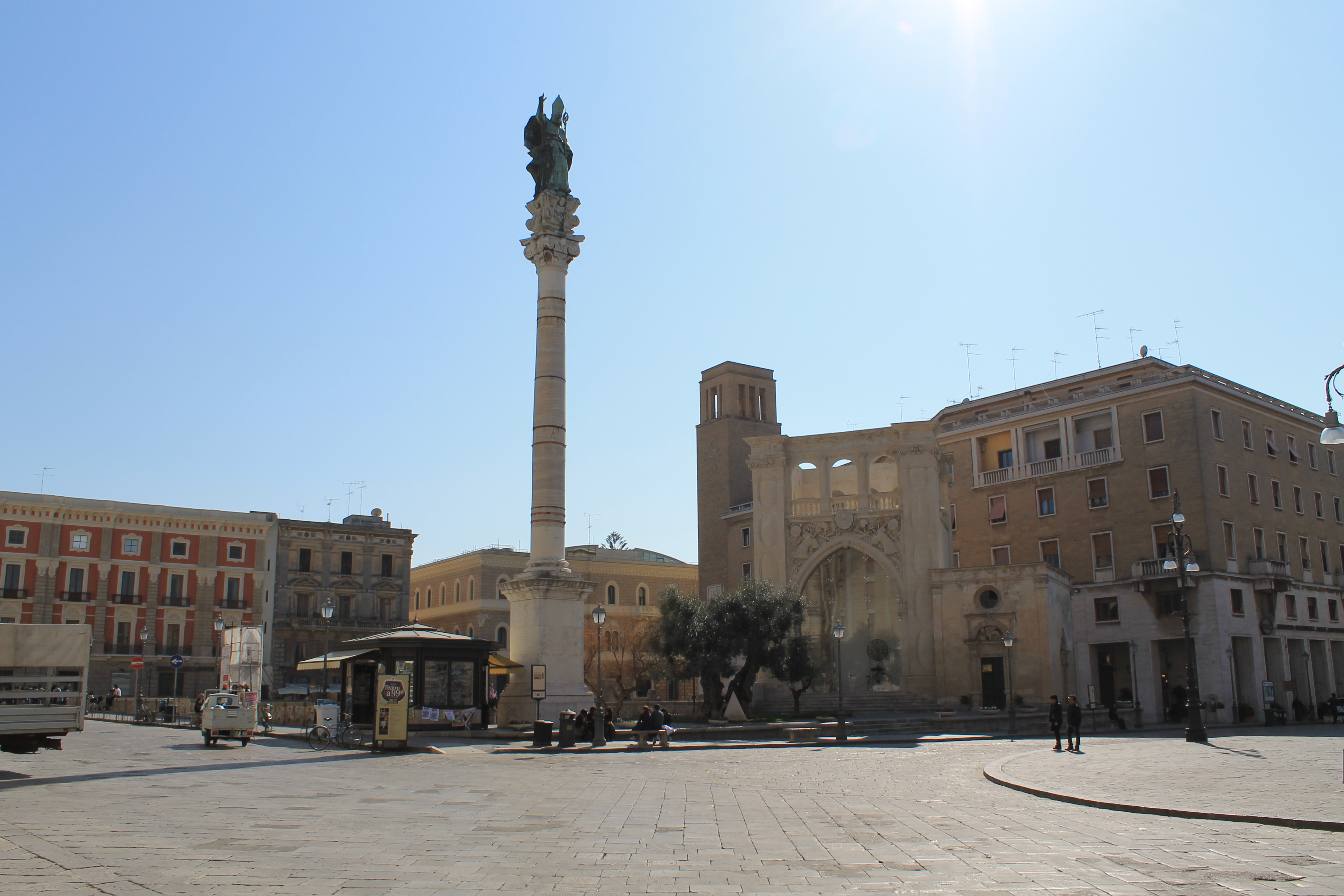
Beeld van Orontius in Lecce, Italië

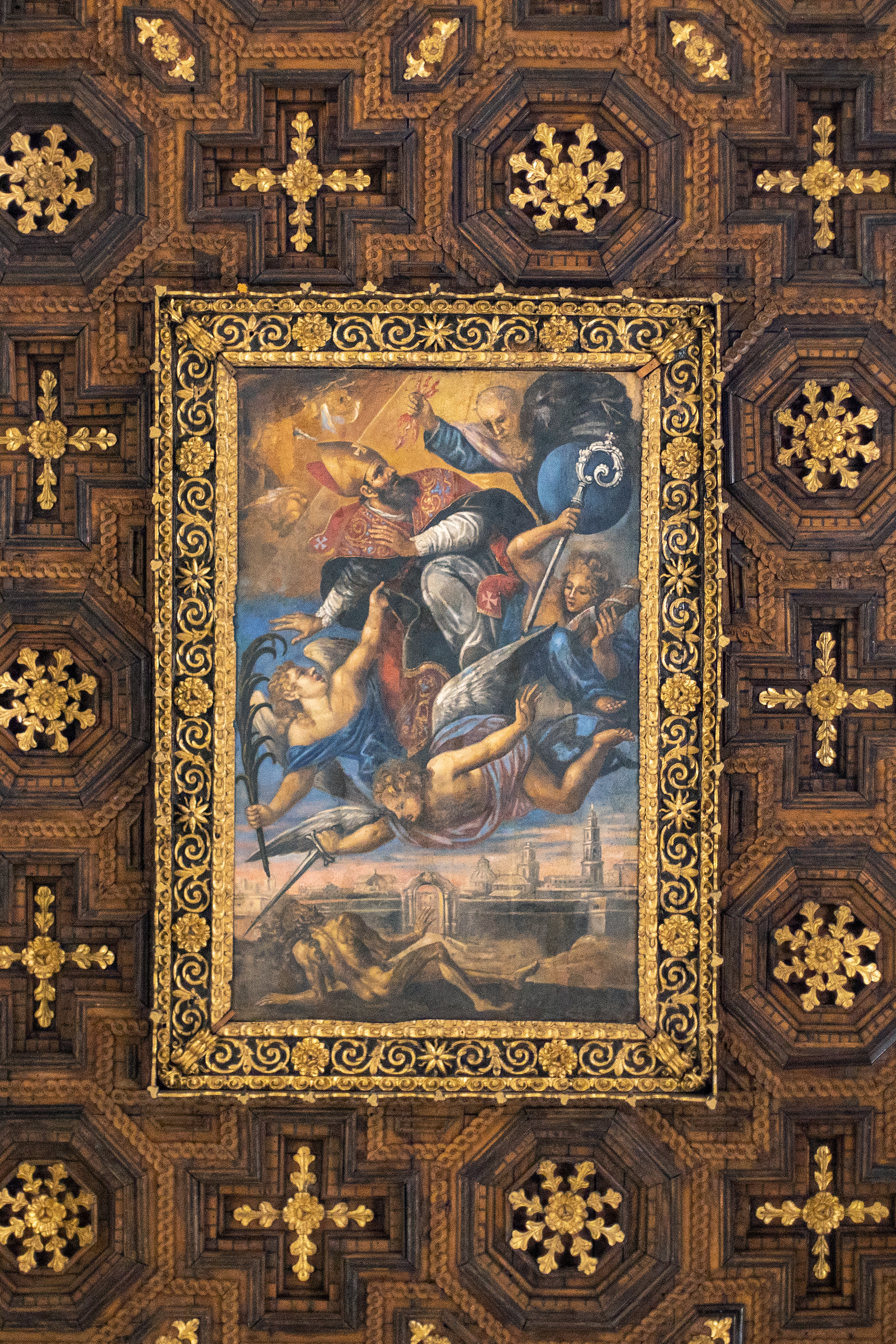
Orontius verjaagt de pest. Plafond in de dom van Lecce

De heilige Orontius van Lecce (San Pietro in Lama, 22 – Lecce, 68) is volgens de mondelinge traditie de eerste bisschop van Lecce in de regio Apulië. Er bestaan geen documenten van een procedure tot heiligverklaring noch over zijn geboorte- en sterfdatum. Het bisdom Lecce bestaat overigens maar vanaf de 11e eeuw. De rooms-katholieke Kerk beschouwt hem als heilige en martelaar.
In Lecce wordt zijn feestdag op 26 augustus sinds oudsher gevierd met een processie.

## Levensverhaal
Orontius groeide op in Rudiae in de Romeinse provincie Italia, in regio II Apulia et Calabria. Rudiae is te situeren in de gemeente San Pietro in Lama in Apulië. Orontius volgde zijn vader op als belastingsambtenaar van de keizer. Op een dag strandde de christen Justus in Lecce, in een kustplaatsje dat later genoemd werd San Cataldo. Justus was een leerling van de apostel Paulus. Orontius en zijn neef Fortunatus hielpen Justus verder. Meer nog, ze bekeerden zich tot het christendom en predikten in Salento, in de streek van Lecce. Lecce heette Lupiae in het Latijn. Romeinse soldaten geselden oom en neef tijdens een campagne van christenvervolgingen door keizer Nero. Na de geseling reisde Orontius af naar Corinthe. Daar benoemde de apostel Paulus hem tot eerste bisschop van Lecce; zijn neef Fortunatus moest hem opvolgen. Terug in Lecce achtervolgden de soldaten Orontius tot buiten de stad. In een veld onthoofdden ze Orontius.

## Verering
In de provincies Lecce en Bari zijn verschillende kerken aan Orontius van Lecce gewijd. Orontius is een van de patroonheiligen van de stad Lecce en het bisdom Lecce.
De eerste verering gaat terug tot de 5e eeuw. Christenen die uit Noord-Afrika gevlucht waren voor de Vandalen, vermeldden Orontius voor het eerst. In het Longobardische Rijk in Zuid-Italië kreeg de legende verder vorm. Geschreven bronnen volgden in de 11e tot 14e eeuw en vermeldden het feit dat hij de eerste bisschop van Lecce was. Op het veld van zijn onthoofding stond tijdelijk een kapel, wat later het heiligdom van Orontius buiten-de-muren werd.
Vanaf de jaren 1500 herleefde de legende van Orontius van Lecce. Historici leidden dit af aan het feit dat geestelijken de naam Rontius droegen, afgeleid van Orontius. 
De bloeiende verering startte na de pestepidemie van het jaar 1656 die het koninkrijk Napels teisterde. De inwoners van Lecce schreven de genezing toe aan de tussenkomst van de heilige Orontius. Dit leidde ertoe dat Orontius een prominente plaats kreeg voor verering in de kathedraal van Lecce die in opbouw was. Naast een processie en feestelijkheden gedurende 3 dagen - 24 tot 26 augustus - kreeg Orontius een standbeeld bovenop een zuil. Deze zuil werd gemaakt van brokstukken van een marmeren zuil in Brindisi uit de Romeinse tijd. 
Zijn neef Fortunatus wordt vereerd als tweede bisschop van Lecce.